# Trostpreis
Ein Trostpreis ist ein symbolischer Preis, den nicht der Sieger, sondern der Verlierer eines Spieles oder Wettkampfes erhält.
Seine Vergabe soll den Verlierer trösten und ihn dazu ermutigen, bei einem nächsten Wettbewerb wieder mit dabei zu sein. Manchmal erhalten alle Teilnehmer Trostpreise.

## Beispiele
- Der römische Dichter Vergil schreibt in seinem Epos Aeneis im 5. Gesang: "Ausstellen ließ er sogleich die beiden Kampfpreise, einen Stier, mit vergoldeten Hörnern und Binden geschmückt, für den Sieger, für den Besiegten als Trostpreis ein Schwert nebst prachtvollem Schutzhelm."[1]
- Der Verlierer erhielt im Mittelalter als Trostpreis bei einem Schützenfest oder Wettrennen vielfach ein Schwein. Daher stammt vermutlich die deutsche Redensart Schwein haben.[2]